# Solway Firth
Solway Firth (gael. Linne Salmhaigh) – zatoka na pograniczu Anglii i Szkocji, w północnej części Morza Irlandzkiego. Rozciąga się od przylądka Galloway do przylądka St Bees. Głównym miastem położonym nad zatoką jest Workington, nieopodal znajdują się też Carlisle i Dumfries.

## Wyspy
W zatoce znajdują się liczne wyspy, m.in. Hestan i Rough.
Wyspa Whithorn uzyskała połączenie z lądem i stanowi obecnie półwysep.